# كوينتينو
كوينتن فان دين بورغ (Quinten van den Berg)  و يعرف أكثر باسم كونتينو (Quintino) من مواليد 21 سبتمبر 1985 . هو دي جي و منتج هولندي مصنف عالميا في سلم تصنيف الدي جي حول العالم حسب مجلة دي جي سنة 2016 في المركز 32 .

## روابط خارجية
- كوينتينو على موقع ميوزك برينز (الإنجليزية)
- كوينتينو على موقع ديسكوغز (الإنجليزية)